# جاي جري سميث
جاي جري سميث (بالإنجليزية: Guy Grey-Smith)‏ (1916 – 1981) رسام وفنان من غرب أستراليا. وكان جراي سميث رائداً في الحداثة في أستراليا الغربية، ووُصف بأنه «أحد أهم فناني أستراليا في القرن العشرين». [بحاجة لمصدر]